# Henry López
Henry David Lopez est un footballeur international guatemaltèque, né le 8 août 1992 à Guatemala City (Guatemala). Il joue au poste d'attaquant.